# Randy Savage
Randy Mario Poffo (15 tháng 11 năm 1952 – 20 tháng 5 năm 2011), được biết dưới tên võ đài là "Macho Man" Randy Savage, là một đô vật chuyên nghiệp đã nghỉ hưu người Mỹ và là một bình luận viên, ông được biết đến với thời gian anh ở World Wrestling Federation (WWF) và ở World Championship Wrestling (WCW). Ông được công nhận là một trong những đô vật giỏi nhất trong lịch sử.